# Lepidophyma reticulatum
Lepidophyma reticulatum là một loài thằn lằn trong họ Xantusiidae. Loài này được Taylor mô tả khoa học đầu tiên năm 1955.